# مدینه شمالی
مدینه شمالی  یک جزیره مصنوعی در بحرین است که در خلیج فارس واقع شده‌است.
 مدینه شمالی  ۱٬۰۰۰ نفر جمعیت دارد و ۰ متر بالاتر از سطح دریا واقع شده‌است.